# Carron Valley and District
Carron Valley and District ist eine Gemeinde (Community Council Area), die im Norden von Schottland in der Region Stirling liegt.

## Geographie
Die Gemeinde liegt im Süden der Region unmittelbar südwestlich von Stirling. Der Osten ist eben und landwirtschaftlich geprägt, der Westen liegt in einer hügeligen Gegend. Die Grenze zur Stadt bilden die M9 und M80, die südwestliche der Fluss Carron.
Beim Zensus 2011 wurde festgestellt, dass 322 Einwohner auf den 65 Quadratkilometern lebten.
Innerhalb der Region Stirling stellt die Gemeinde eine der 42 Community Council Areas dar. Angrenzende sind, beginnend im Westen und dann im Uhrzeigersinn, Fintry, Gargunnock, Cambusbarron, St Ninians und Plean. Es folgen zwei, die zu anderen Regionen zählen. Diese sind Denny and District in Falkirk sowie Queenzieburn in North Lanarkshire.